# فورت مک‌داول (آریزونا)
فورت مک‌داول (به انگلیسی: Fort McDowell) یک منطقهٔ مسکونی در ایالات متحده آمریکا است که در شهرستان مریکوپا، آریزونا واقع شده‌است. فورت مک‌داول ۶۰۰ نفر جمعیت دارد و ۴۳۹ متر بالاتر از سطح دریا واقع شده‌است.